# Говорун Володимир Пилипович
Володимир Пилипович Говорун (14 липня 1935 — 20 серпня 2005) — український правоохоронець, політичний діяч. Генерал-лейтенант, начальник Управління внутрішніх справ Одеської області. Народний депутат України 2-го скликання.

## Біографія
Народився 14 липня 1935 року. Працював начальником Управління внутрішніх справ Одеської області.
Як керівник оперативної групи МВС УРСР, брав участь у ліквідації наслідків Чорнобильської катастрофи.

Могила Володимира Говоруна

В 1994 році обраний Народним депутатом України 2-го скликання від Іванківського виборчого округу № 311 Одеської області. Працював в Комісії Верховної Ради України з питань боротьби з організованою злочинністю і корупцією, в Комісії Верховної Ради України з питань законності і правопорядку та в групі народних депутатів України з міжпарламентських зв'язків з Турецькою Республікою.
Помер у 70-річному віці 20 серпня 2005 року. Похований разом з дружиною на Байковому кладовищі (ділянка № 49б, 50°25′2.97″ пн. ш. 30°30′3.06″ сх. д. / 50.4174917° пн. ш. 30.5008500° сх. д.).